# Hariana
Hariana là một thành phố và là nơi đặt hội đồng đô thị (municipal council) của quận Hoshiarpur thuộc bang Punjab, Ấn Độ.

## Địa lý
Hariana có vị trí 31°38′B 75°50′Đ / 31,64°B 75,84°Đ Nó có độ cao trung bình là 300 mét (984 feet).

## Nhân khẩu
Theo điều tra dân số năm 2001 của Ấn Độ, Hariana có dân số 7813 người. Phái nam chiếm 52% tổng số dân và phái nữ chiếm 48%. Hariana có tỷ lệ 76% biết đọc biết viết, cao hơn tỷ lệ trung bình toàn quốc là 59,5%: tỷ lệ cho phái nam là 79%, và tỷ lệ cho phái nữ là 73%. Tại Hariana, 11% dân số nhỏ hơn 6 tuổi.